# Senet-senebtisi
Senet-senebtisi (in Eigennamenschreibweise Senetsenebtisi) war eine altägyptische Königstochter. Sie ist vor allem von einem beschrifteten Sarkophag bekannt, der sich in einer Grabanlage neben der Pyramide von Sesostris III. (ca. 1872 v. Chr. bis um 1852 v. Chr.) in Dahschur fand. Daher wird oftmals davon ausgegangen, sie sei die Tochter dieses Herrschers gewesen, die wahrscheinlich unter König Sesostris III. oder Amenemhet III. bestattet wurde.

## Ihre Grabanlage
Senet-senebtisi wurde in einer Grabkammer bestattet, welche von einem Gang abzweigt. An diesem unterirdischen Gang gab es verschiedene Bestattungen königlicher Damen, deren Grabkammern alle vom Hauptgang aus zu erreichen waren. Alle diese Bestattungen waren bei der Wiederentdeckung in der Neuzeit jedoch schon beraubt. Senet-senebtisi selbst war einst in einem Kalksteinsarkophag beigesetzt. Dieser trug eine kurze Inschrift, die ihren Namen nennt. Die meisten anderen Sarkophage in den benachbarten Grabkammern waren dagegen unbeschriftet. Ganz in der Nähe ihrer Bestattung fand sich Schmuck in einer Truhe, darunter Schmuckstücke und Skarabäen der Königstochter Mereret. In der Regel wird daher der Schatz der Mereret zugeordnet. Anderen Überlegungen nach ist der Schatz nicht der Mereret, sondern Senet-senebtisi zuzuschreiben, und die Objekte mit dem Namen „Mereret“ stellten Geschenke an die Prinzessin dar.